# Louis Cooper
Alexander Louis Cooper (Marion, 5 agosto 1963) è un ex giocatore di football americano statunitense che ha militato nel ruolo di linebacker nella National Football League (NFL).

## Carriera
Cooper fu scelto nel corso dell'11º giro (305º assoluto) del Draft NFL 1985 dai Seattle Seahawks. Tuttavia non vi giocò mai ma firmò con i Kansas City Chiefs con cui disputò la maggior parte della carriera fino al 1990, mettendo a segno un massimo di 4,5 sack nel 1986. Le ultime stagioni le disputò con i Miami Dolphins (1991-1992) e i Philadelphia Eagles (1993). 